# Mecze reprezentacji Polski w piłce nożnej mężczyzn prowadzonej przez Henryka Apostela
Zestawienie spotkań reprezentacji Polski pod wodzą Henryka Apostela.

## Oficjalne międzynarodowe spotkania
| Nr | Przeciwnik       | Miejsce                 | Data                 | Impreza                      | Wynik     |
| -- | ---------------- | ----------------------- | -------------------- | ---------------------------- | --------- |
| 1  | Hiszpania        | Santa Cruz              | 9 lutego 1994        | mecz towarzyski              | 1:1 (1:1) |
| 2  | Grecja           | Saloniki                | 23 marca 1994        | mecz towarzyski              | 0:0       |
| 3  | Arabia Saudyjska | Cannes (Francja)        | 13 kwietnia 1994     | mecz towarzyski              | 1:0 (0:0) |
| 4  | Węgry            | Kraków                  | 4 maja 1994          | mecz towarzyski              | 3:2 (0:1) |
| 5  | Austria          | Katowice                | 17 maja 1994         | mecz towarzyski              | 3:4 (1:2) |
| 6  | Białoruś         | Radom                   | 17 sierpnia 1994     | mecz towarzyski              | 1:1 (1:1) |
| 7  | Izrael           | Tel Awiw-Jaffa          | 4 września 1994      | eliminacje Mistrzostw Europy | 1:2 (0:1) |
| 8  | Azerbejdżan      | Mielec                  | 12 października 1994 | eliminacje Mistrzostw Europy | 1:0 (1:0) |
| 9  | Francja          | Zabrze                  | 16 listopada 1994    | eliminacje Mistrzostw Europy | 0:0       |
| 10 | Arabia Saudyjska | Rijad                   | 10 grudnia 1994      | mecz towarzyski              | 2:1 (1:1) |
| 11 | Litwa            | Ostrowiec Świętokrzyski | 15 marca 1995        | mecz towarzyski              | 4:1 (3:0) |
| 12 | Rumunia          | Bukareszt               | 29 marca 1995        | eliminacje Mistrzostw Europy | 1:2 (1:1) |
| 13 | Izrael           | Zabrze                  | 25 kwietnia 1995     | eliminacje Mistrzostw Europy | 4:3 (1:2) |
| 14 | Słowacja         | Zabrze                  | 7 czerwca 1995       | eliminacje Mistrzostw Europy | 5:0 (1:0) |
| 15 | Brazylia         | Recife                  | 29 czerwca 1995      | mecz towarzyski              | 1:2 (0:1) |
| 16 | Francja          | Paryż                   | 16 sierpnia 1995     | eliminacje Mistrzostw Europy | 1:1 (1:0) |
| 17 | Rumunia          | Zabrze                  | 6 września 1995      | eliminacje Mistrzostw Europy | 0:0       |
| 18 | Słowacja         | Bratysława              | 11 października 1995 | eliminacje Mistrzostw Europy | 1:4 (1:1) |
| 19 | Azerbejdżan      | Trabzon (Turcja)        | 15 listopada 1995    | eliminacje Mistrzostw Europy | 0:0       |

Bilans
|                 | zwycięstwa | remisy | porażki |
| ogółem          | 7          | 7      | 5       |
| dom             | 5          | 3      | 1       |
| wyjazd          | 1          | 3      | 4       |
| neutralny teren | 1          | 1      | 0       |

|                 | strzelone | stracone |
| ogółem          | 30        | 24       |
| dom             | 21        | 11       |
| wyjazd          | 8         | 13       |
| neutralny teren | 1         | 0        |

## Mecze nieoficjalne
| Nr | Przeciwnik       | Miejsce | Data           | Wynik     |
| -- | ---------------- | ------- | -------------- | --------- |
| 1  | Arabia Saudyjska | Rijad   | 7 grudnia 1994 | 2:0 (2:0) |